# Thrumpton
Thrumpton is een civil parish in het bestuurlijke gebied Rushcliffe, in het Engelse graafschap Nottinghamshire met 165 inwoners.